# Europeiska banken för återuppbyggnad och utveckling
Europeiska banken för återuppbyggnad och utveckling (EBRD) är en mellanstatlig utvecklingsbank, vars syfte är att genom ekonomiska investeringar hjälpa länder att bygga upp en marknadsekonomi. Banken har främst fokuserat på länderna i det tidigare Östblocket, men investerar numera även i delar av Mellanöstern och Nordafrika. Den ägs av 64 länder samt 2 EU-institutioner.

## Historia
EBRD grundades 1991 av representanter för 40 länder och två EU-institutioner. 2006 meddelade banken att de under 2010 skulle upphöra med sina investeringar i Baltikum och Centraleuropa för att istället fokusera på Ryssland, Ukraina, Armenien, Kazakstan och Uzbekistan. 2010 beslöt de dock sig för att skjuta fram dessa planer till 2015 på grund av den rådande finanskrisen. Sedan starten 1991 är det enbart ett land, Tjeckien som gått från att vara mottagarland till att bli delägare i banken.
I juli 2014 meddelade EBRD att inga nya investeringar skulle göras i Ryssland på grund av Krimkrisen och konflikten i östra Ukraina.

## Uppdrag
EBRD grundades för att stödja utvecklingen av privata sektorer i det tidigare Östblocket. Detta genom att erbjuda projektfinansiering till företag. Banken arbetar även för att stödja statliga företag som håller på att genomgå en privatisering. De ska enbart arbeta i länder som lever upp till demokratiska principer och förespråkar en miljömässigt hållbar utveckling. De investerar inte i försvarsindustri, tobaksindustri, kasinoanläggningar eller ämnen som är förbjuda enligt internationell lag.  2013 meddelade EBRD att de skulle sluta investera i kolkraft. 

## Mottagarländer för investeringar[8]
| - Albanien - Armenien - Azerbajdzjan - Vitryssland - Bosnien-Hercegovina - Bulgarien - Kroatien - Egypten - Estland - Nordmakedonien - Georgien | - Ungern - Jordanien - Kazakstan - Kosovo - Kirgizistan - Lettland - Litauen - Moldavien - Mongoliet - Montenegro - Marocko | - Polen - Rumänien - Ryssland - Serbien - Slovakien - Tadzjikistan - Tunisien - Turkiet - Turkmenistan - Ukraina - Uzbekistan |